# カクイチ
株式会社カクイチ（かくいち、英称:KAKUICHI CO.,LTD.）は、東京都千代田区に本部を置き、長野県長野市に本社を置く、ガレージ・ハウスや物置等の鉄鋼製品やホースなどを製造、販売する企業である。ガレージの屋根に太陽光発電を設置する「わっとわっとプロジェクト」を推し進め15,500か所に。現在は農業改善事業、Maas事業に取り組んでいる。

## 概要
1886年（明治19年）に、長野県更級郡の稲荷山（現千曲市稲荷山）に銅鉄金物店として田中商店を創業する。ガレージ・ハウス・物置等の鉄鋼製品、ホースやミネラルウォーター等の製造や販売を行う。主に長野県東御市の工場などで鉄鋼製品や化学製品の製造を行っている。

## 沿革
- 1886年（明治19年） - 長野県更級郡の稲荷山（現千曲市稲荷山）に銅鉄金物店として田中商店を創業する。
- 1959年（昭和34年） - 株式会社カクイチを設立する。
- 1961年（昭和36年） - 長野県小県郡東部町（現東御市）に株式会社カクイチ製作所を設立する。
- 1967年（昭和42年） - 長野県小県郡東部町（現東御市）にカクイチ建材工業株式会社を設立する。
- 2004年（平成16年） - ミネラルウォーターの販売会社として、株式会社岩深水（いわしみず）を設立する。
- 2011年（平成23年）7月21日 - アンシェントホテル浅間軽井沢をオープン[3]。
- 2013年（平成25年） - （株）シリカライム設立。
- 2015年（平成27年） - （社）カクイチ研究所を設立[4]。
- 2018年（平成30年） - （株）アクアソリューション設立。